# Suzhou Zhongnan Center

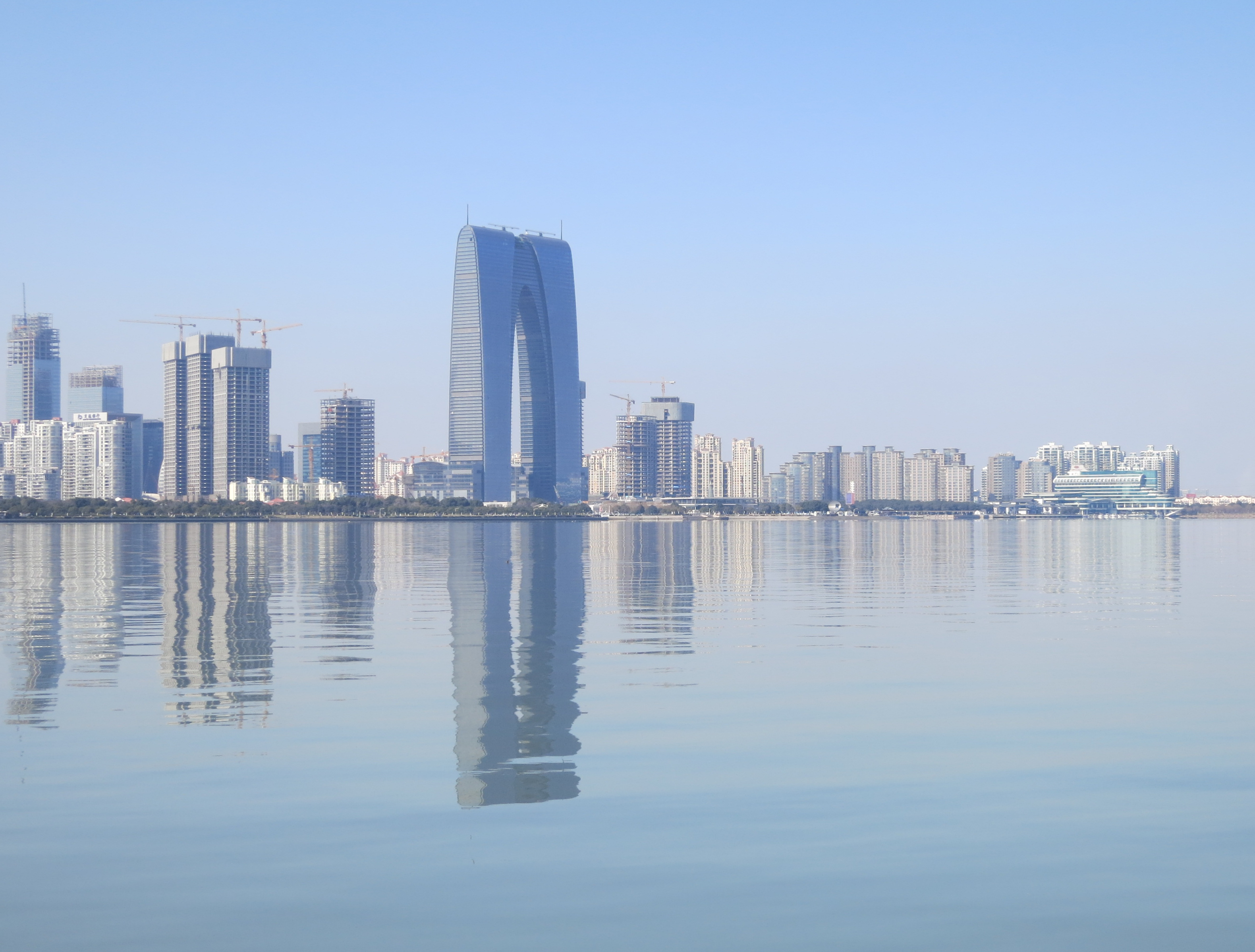
Skyline del complejo Century Plaza, sitio donde se construirá el Suzhou Zhongnan Center, junto al Gate to the East.

El Suzhou Zhongnan Center es un rascacielos en construcción ubicado en la ciudad china de Suzhou. El edificio fue propuesto en 2011, y tras varios cambios de diseño la construcción comenzó oficialmente en 2014, pero incluso en la fase de construcción de los cimientos, el edificio fue rediseñado varias veces, hasta que las obras fueron detenidas en julio de 2015. Tendría 137 pisos de uso mixto y 729 metros de altura. Finalmente, en 2020 se presentó el nuevo diseño, de 499 metros de altura y 103 pisos, y las obras se reanudaron, siendo así el primer edificio de China en acatar la nueva orden de prohibición de edificios de más de 500 metros de altura sobre ese territorio.
El Suzhou Zhongnan Center formará parte del complejo Century Plaza, del cual es parte también el icónico rascacielos de Gate to the East de 302 m de altura, completado en 2016. Además de estos dos rascacielos, también esta propuesto un 3er rascacielos de más de 400 m de altura, el cual iba a ser una torre gemela del Suzhou Zhongnan Center, pero debido a cambios en el diseño serán dos torres totalmente diferentes.